# Atlético Amazonense
Associação Sport Club Atlético Amazonense ou simplesmente Atlético Amazonense é um clube brasileiro de futebol da cidade de Manaus, do Estado do Amazonas. Seu uniforme consiste em camisa e calção branco, adornados com faixas azuis e vermelhas.

## História
O clube é um projeto esportivo do controverso empresário Henrique Barbosa, que chegou a Manaus em meados de 2016 apresentando um audacioso projeto em parceria com o Rio Negro através da sua empresa "Excellence Football", que acabou não dando certo. Nessa parceria o empresário chegou a trazer o ex-jogador Dodô, que acabou saindo apontando inúmeras insatisfações com Henrique.. Ainda no Amazonas, em 2017, usando outra razão social(Sport News) fez nova parceria, desta vez com o Tarumã para a disputa da Segunda Divisão, onde novamente passou longe de obter sucesso. Alegando em entrevistas ser um dos donos do Grêmio Barueri, Henrique Barbosa é um colecionador de gestões controversas por onde passa, com passagens ruins pelo Ceilândia, Lemense, Vilhena, Conilon, São Mateus(que por erros administrativos foi da vice-liderança à lanterna do Campeonato Capixaba de 2015), depois dos dissabores, o empresário resolveu fundar uma agremiação em Manaus com sua principal meta sendo a de revelar novos valores, investindo inicialmente na base. Nas mídias sociais do clube é constantemente divulgado um trabalho voltado para a revelação de atletas e também conferências com nomes conhecidos do futebol nacional.

### Escândalo de manipulação de resultados
Com o histórico por trás de seu dono, não demorou para o Atlético Amazonense se ver envolvido em um escândalo: em jogo válido pela 8ª rodada do Campeonato Amazonense de Futebol de 2022 - Segunda Divisão, o jogador Júlio Campos fez um gol contra propositadamente, o que chamou atenção da imprensa nacional. A diretoria do clube chegou a alegar a demissão do jogador e também que acionou o Ministério Público para averiguar a situação ocorrida na partida onde o clube foi derrotado pelo placar de 4 a 1 pelo Sul América. Em 8 de Setembro de 2022, três dias após a partida, foi denunciado com provas no Jornal ACritica que o alto comando do clube já vinha atuando no aspecto de manipular resultados para obter lucro em apostas esportivas, com envolvimento direto de Henrique Barbosa, inclusive em outras partidas, o que levou ao desligamento do então técnico Rodrigo Fonseca, que chegou a registrar boletim de ocorrência por conta de ameaças feitas pelo dirigente. Henrique Barbosa já havia sido responsável pelo inesperado rebaixamento do Penarol na primeira divisaão de 2022.
Em 3 de Outubro de 2022, Henrique Barbosa foi punido com banimento do futebol profissional e também multa no valor de R$100 mil.  O mesmo prometeu recorrer da decisão, mas nada foi revertido desde então. 
Em Junho de 2023, cerca de um ano depois do crime de manipulação de resultados, Henrique Barbosa foi preso. Ainda apontado como presidente do Atlético Amazonense, ele usou sua empresa de "gestão esportiva" para participar do desvio de verbas públicas na casa dos milhões que seriam destinados ao Pronto Socorro 28 de Agosto, em Manaus. O envolvimento de Barbosa no crime de manipulação de resultados ligou o alerta no Ministério Público, que passou a investiga-lo e descobriu o esquema fraudulento em que ele e sua esposa Júlia Marquês (diretora financeira da instituição médica) estavam envolvidos junto a empresários da capital amazonense.

## Futebol Profissional
O clube se profissionalizou em 2020 para a disputa do Campeonato Amazonense da Segunda Divisão, onde brigou com outras seis equipes pelo acesso à Primeira Divisão. Disputou 3 edições de campeonatos desta divisão até ser suspenso pelo Tribunal de Justiça Desportiva do Amazonas, pelo crime de manipulação de resultados com envolvimento direto de seu presidente.

## Futebol Feminino
O clube disputou o Campeonato Amazonense de Futebol Feminino já em seu primeiro ano de existência, em 2018, porém não obteve êxito em sua participação, levando duas goleadas e deixando de disputar uma partida. Depois do fiasco, o clube não mais disputou competições oficiais no futebol feminino. 

## Categorias de Base
Fundado com a premissa de ser um clube revelador de talentos, o clube iniciou suas atividades logo filiando-se à Federação Amazonense de Futebol para disputar seus torneios de base, assim, disputou todas as categorias inferiores no ano de 2018. Ausentou-se em 2019 e retornou em 2020.

## Escudo
| Evolução do escudo do Atlético Amazonense | Evolução do escudo do Atlético Amazonense | Evolução do escudo do Atlético Amazonense | Evolução do escudo do Atlético Amazonense | Evolução do escudo do Atlético Amazonense | Evolução do escudo do Atlético Amazonense | Evolução do escudo do Atlético Amazonense | Evolução do escudo do Atlético Amazonense |
| 2018-2021                                 | 2021-Atualmente                           |                                           |                                           |                                           |                                           |                                           |                                           |
| ----------------------------------------- | ----------------------------------------- | ----------------------------------------- | ----------------------------------------- | ----------------------------------------- | ----------------------------------------- | ----------------------------------------- | ----------------------------------------- |

## Estrutura
O clube conta com apoio da Associação dos Empregados da Eletronorte - ASEEL, que disponibiliza um campo de medidas oficiais para que os times do clube possam treinar.

## Retrospecto
O clube disputou até aqui três edições da Segunda Divisão do Campeonato Amazonense de Futebol.
- E.A. - Disputa em andamento.
- N.D. - Estava apto a participar mas não disputou.